# James Goldstone
James Goldstone (Los Angeles, 8 giugno 1931 – Shaftsbury, 5 novembre 1999) è stato un regista e sceneggiatore statunitense.

## Biografia
Figlio di Jules Goldstone, uno dei primi agenti di Hollywood nonché uno dei primi produttori televisivi americani, iniziò la sua carriera di regista a metà degli anni cinquanta sul piccolo schermo, dove diresse episodi di numerose serie quali Gli uomini della prateria (1959), Il dottor Kildare (1961), Organizzazione U.N.C.L.E. (1965). Deve la sua fama televisiva soprattutto alla serie di Star Trek (1966): ne diresse l'episodio pilota Oltre la galassia (Where No Man Has Gone Before) nel 1966. 
Diresse attori del calibro di Paul Newman, in Indianapolis, pista infernale (1969) e Ormai non c'è più scampo (1980), Robert De Niro in La gang che non sapeva sparare (1971) e Sidney Poitier in L'angelo della morte (1971).

## Filmografia

### Cinema
- Quando l'alba si tinge di rosso (A Man Called Gannon) (1968)
- Il mosaico del crimine (Jigsaw) (1968)
- Indianapolis, pista infernale (Winning) (1969)
- L'angelo della morte (Brother John) (1971)
- Cielo rosso all’alba (Red Sky at Morning) (1971)
- La gang che non sapeva sparare (The Gang That Couldn't Shoot Straight) (1971)
- Chi ha ucciso Jenny? (They Only Kill Their Masters) (1972)
- Il corsaro della Giamaica (Swashbuckler) (1976)
- Rollercoaster - Il grande brivido (Rollercoaster) (1977)
- Ormai non c'è più scampo (When Time Ran Out) (1980)

### Televisione
- La pattuglia della strada (Highway Patrol) – serie TV, episodi (1955)
- The Court of Last Resort – serie TV, 2 episodi (1958)
- The 33rd – film TV (1959)
- Bat Masterson – serie TV, 1 episodio (1960)
- Tombstone Territory – serie TV, 6 episodi (1960)
- This Man Dawson – serie TV, 2 episodi (1960)
- The Case of the Dangerous Robin – serie TV, 10 episodi (1960-1961)
- Dennis the Menace – serie TV, 1 episodio (1961)
- Death Valley Days – serie TV, 3 episodi (1961-1962)
- It's a Man's World – serie TV, 1 episodio (1962)
- King of Diamonds – serie TV, 4 episodi (1962)
- Route 66 – serie TV, 2 episodi (1963)
- The Outer Limits – serie TV, 3 episodi (1963-1964)
- The Lieutenant – serie TV, 1 episodio (1964)
- The Travels of Jaimie McPheeters – serie TV, 1 episodio (1964)
- Undicesima ora (The Eleventh Hour) – serie TV, 1 episodio (1964)
- Il dottor Kildare (Dr. Kildare) – serie TV, 1 episodio (1964)
- Il fuggiasco (The Fugitive) – serie TV, 3 episodi (1964)
- Viaggio in fondo al mare (Voyage to the Bottom of the Sea) – serie TV, 4 episodi (1964-1965)
- Il ragazzo di Hong Kong (Kentucky Jones) – serie TV, 1 episodio (1965)
- Organizzazione U.N.C.L.E. (The Man from U.N.C.L.E.) – serie TV, 1 episodio (1965)
- Gli uomini della prateria (Rawhide) – serie TV, 1 episodio (1965)
- Perry Mason – serie TV, 1 episodio (1965)
- La legge di Burke (Burke's Law) – serie TV, 2 episodi (1965)
- Honey West – serie TV, 1 episodio (1966)
- Scalplock – film TV (1966)
- Blue Light – serie TV, 5 episodi (1966)
- Iron Horse – serie TV, 1 episodio (1966)
- Star Trek – serie TV, 2 episodi (1966)
- Polvere di stelle (Bob Hope Presents the Chrysler Theatre) – serie TV, 2 episodi (1966-1967)
- Ironside – serie TV, 1 episodio (1967)
- Ombre sulla nazione (Shadow Over Elveron ) – film TV (1968)
- Nube sulla città (A Clear and Present Danger) – film TV (1970)
- Urla di terrore (Cry Panic) – film TV (1974)
- Dottor Max (Dr. Max) – film TV (1974)
- Things in Their Season – film TV (1974)
- Journey from Darkness – film TV (1974)
- Eric – film TV (1975)
- The Sad and Lonely Sundays – film TV (1976)
- Studs Lonigan – miniserie TV (1979)
- Kent State - Cosa accadde e perché (Kent State) – miniserie TV (1981)
- Carlo e Diana - Una storia d'amore (Charles & Diana: A Royal Love Story) – film TV (1982)
- Rita Hayworth: The Love Goddess – film TV (1983)
- Calamity Jane – film TV (1984)
- Viaggio sentimentale (Sentimental Journey) – film TV (1984)
- Il sole sorge ancora (The Sun Also Rises) – miniserie TV (1984)
- Dreams of Gold: The Mel Fisher Story – film TV (1986)
- I pionieri delle galassie (Earth Star Voyager) – film TV (1988)
- Matrimonio in nero (The Bride in Black) – film TV (1990)

## Riconoscimenti
- Premio Emmy
  - 1981 – Outstanding Directing in a Limited Series or a Special per Kent State - Come accadde e perché